# Kær Herred
Kær Herred er også navnet på et herred umiddelbart syd for den nuværende grænse, se Kær Herred (Slesvig)
Kær Herred var et herred i Aalborg Amt, fra 1970-2007 Nordjyllands Amt, og nu Region Nordjylland.
I middelalderen hørte det under Vendsyssel, senere under Aalborghus Len og fra 1662 Åstrup, Sejlstrup, Børglum Amt indtil 1793, da Aalborg Amt oprettedes. 
I Kær Herred ligger følgende sogne:
- Ajstrup Sogn – Aalborg Kommune
- Biersted Sogn – Aabybro Kommune
- Hals Sogn – Hals Kommune
- Hammer Sogn – Aalborg Kommune
- Horsens Sogn – Aalborg Kommune
- Hvorup Sogn – Aalborg Kommune
- Lindholm Sogn – Aalborg Kommune
- Nørresundby Sogn – Aalborg Kommune
- Sulsted Sogn – Aalborg Kommune
- Ulsted Sogn – Hals Kommune
- Vadum Sogn – Aalborg Kommune
- Vester Hassing Sogn – Hals Kommune
- Øen Egholm af Vesterkær Sogn, tidligere benævnt Aalborg Frue Landsogn – Aalborg Kommune
- Vodskov Sogn – Aalborg Kommune, oprindeligt en del af Hammer Sogn
- Aaby Sogn – Aabybro Kommune
- Øster Hassing Sogn – Hals Kommune